# José Luis Alcobendas
José Luis Alcobendas (Madrid, 1966) és un actor espanyol de cinema, teatre i televisió, llicenciat en Veterinària i Art Dramàtic.

## Biografia
Quant al cinema, ha treballat en pel·lícules com Gitano, Salvajes, La torre de Suso, Prim, l'assassinat del carrer del Turco o El diario de Carlota, entre altres produccions. També ha participat en sèries de televisió, com El comisario, Periodistas, Hospital Central, Bandolera, Cuéntame cómo pasó o Amar en tiempos revueltos, que li va valer la nominació i el premi de la Unión de Actores respectivament. Al teatre, destaca el seu paper a La tortuga de Darwin, que li va suposar una nova nominació als premis Unión de Actores.